# Mladenovac (vas)
Mladenovac (izvirno srbsko Младеновац) je vas v Srbiji, ki upravno spada pod Občino Mladenovac; slednja pa je del Mesta Beograd.

## Demografija
V naselju živi 1247 polnoletnih prebivalcev, pri čemer je njihova povprečna starost 39,3 let (38,8 pri moških in 39,8 pri ženskah). Naselje ima 473 gospodinjstev, pri čemer je povprečno število članov na gospodinjstvo 3,25.
To naselje je v glavnem srbsko (glede na popis iz leta 2002).
|  |

| Demografija | Demografija     | Demografija     |
| Leto        | Št. prebivalcev | Št. prebivalcev |
| ----------- | --------------- | --------------- |
|             |                 |                 |
|             |                 |                 |
|             |                 |                 |
|             |                 |                 |
| 1948        | 1033            |                 |
| 1953        | 1042            |                 |
| 1961        | 1221            |                 |
| 1971        | 1306            |                 |
| 1981        | 1613            |                 |
| 1991        | 1901            | 1833            |
| 2002        | 1712            | 1539            |
|             |                 |                 |

| Etnična sestava po popisu iz leta 2002 | Etnična sestava po popisu iz leta 2002 | Etnična sestava po popisu iz leta 2002 | Etnična sestava po popisu iz leta 2002 | Etnična sestava po popisu iz leta 2002 |
| -------------------------------------- | -------------------------------------- | -------------------------------------- | -------------------------------------- | -------------------------------------- |
| Srbi                                   | Srbi                                   |                                        | 1.493                                  | 97,01%                                 |
| Romi                                   | Romi                                   |                                        | 22                                     | 1,42%                                  |
| Makedonci                              | Makedonci                              |                                        | 4                                      | 0,25%                                  |
| Hrvati                                 | Hrvati                                 |                                        | 2                                      | 0,12%                                  |
| Jugoslovani                            | Jugoslovani                            |                                        | 1                                      | 0,06%                                  |
| Neznano                                | Neznano                                |                                        | 7                                      | 0,45%                                  |